# Hans Schröder
Hans Schröder (Berlino, 4 settembre 1906 – 6 gennaio 1970) è stato un calciatore tedesco, di ruolo attaccante.